# Ricardo Albacete
Ricardo Alberto Albacete Vidal (Venezuela) es un empresario y economista hispano-venezolano. Es el fundador de la empresa Gurimetal C.A. en Palmira, en el estado Táchira, dedicada a la producción y ventas de repuestos y piezas mecánias. Fue senador suplenete para la IX Legislatura del Congreso Nacional de Venezuela, entre 1994 y 1999, por La Causa R. Para 2024, Gurimetal contrataba a al menos 70% de los residentes de Pueblo Chiquito, en el municipio Guásimos. 
El mismo año, hospedó a la lideresa opositora María Corina Machado en San Cristóbal durante su gira nacional de las elecciones presidenciales. Semanas después, el 12 de julio de 2024, fue detenido por funcionarios del Servicio Bolivariano de Inteligencia (SEBIN) y sus propiedades fueron allanadas. Varias organizaciones y activistas condenaron la detención, calificándola como arbitraria, y pidieron su liberación. Fue excarcelado el 20 de diciembre de 2024 y exiliado a España.

## Carrera
El 31 de julio de 1986, Ricardo Albacete fundó la empresa Gurimetal C.A. en Palmira, estado Táchira, dedicada a la producción y ventas de repuestos y piezas mecánias, comenzando operaciones formales en 1989. En las elecciones parlamentarias de Venezuela de 1993 fue electo como senador suplente por el partido La Causa R en representación del estado. Anteriormente fue el dueño de una cadena de librerías.
El caserío Pueblo Chiquito, en el municipio Guásimos, creció con los años en torno a la compañía Gurimetal. Sus contribuciones han incluido la ampliación de la escuela Zoila Guerrero, donde se construyeron de baños y de tres aulas con una capacidad de 30 alumnos, al igual que la donación de útiles escolares a los estudiantes y de materiales médicos al ambulatorio CDI del caserío. Albacete era honrado siendo nombrado padrino de promoción en la escuela en varias oportunidades. Para mediados de 2024, al menos 70% de los habitantes de Pueblo Chiquito, 350 residentes, estaban empleados en diferentes áreas de Gurimetal.
En junio de 2024, durante la campaña de las elecciones presidenciales de Venezuela de 2024, Albacete recibió y alojó por dos semanas a la lideresa opositora María Corina Machado en su casa en San Cristóbal cuando visitó Táchira durante su gira nacional.

## Detención
El 12 de julio de 2024 varias de sus propiedades fueron allanadas, incluyendo la residencia donde se hospedó María Corina y galpones, y horas después, en la tarde, funcionarios del Servicio Bolivariano de Inteligencia (SEBIN) detuvieron a Albacete en Caracas. El fiscal general designado por la Asamblea Nacional Constituyente de 2017, Tarek William Saab, lo acusó se «hurto y robo de material estratégico» y de «sabotaje del sistema eléctrico» en Táchira, y lo vinculó con los expresidentes colombianos Álvaro Uribe e Iván Duque. Saab también declaró que otras siete personas también habían sido detenidas por acusaciones similares, incluyendo al vigilante Jesús Gutiérrez en Nueva Esparta y a Aldo Roso. Albecete inicialmente fue sujeto a una desaparición forzada, y fue procesado por el Tribunal Tercero contra el Terrorismo.
La coalición opositora de la Plataforma Unitaria denunció sobre un aumento de la persecución por parte del gobierno contra personas y entes que ayudaran o atendieran a María Corina o al candidato Edmundo Gónzalez con la ayuda de la Fiscalía y el SENIAT, la agencia tribunaria de Venezuela. Durante la campaña, varios hoteles y restaurantes fueron sancionados después de haberlos recibido, y trabajadores independientes como motoristas, conductores, barqueros y técnicos de sonido padecieron de detenciones temporales o bloqueos con el pretexto de falta de documentos o de registros.
Varias organizaciones y activistas condenaron la detención y pidieron su liberación. El Comité de Derechos Humanos del partido Vente Venezuela denunció la detención de Albacete y los allanamientos. El partido La Causa R calificó la detención como una "arbitrariedad inaceptable", y la organización de derechos humanos Un Mundo Sin Mordaza rechazó las acciones, exigiéndole al Estado el cese de las "persecuciones, detenciones y allanamientos arbitrarios de las viviendas de los ciudadanos que piensen distinto", pidiendo una investigación sobre el allanamiento de la vivienda, y exhortando a varios organismos internacionales a "tomar nota del asunto y condenar las nombradas agresiones". El abogado y defensor de derechos humanos Omar Mora Tosta calificó el arresto como arbitrario y exigió su liberación.
El exdiputado y activista Walter Márquez denunció que durante su detención, funcionarios de seguridad se habían llevado múltiples implementos de la compañía Gurimetal, incluyendo "siete vehículos montacargas, plantas eléctricas, dos compresores nuevos, computadoras, 78 cámaras de vigilancia, 94 impresoras, sillas, escritorios, 3.000 cajas de cartón para sacapuntas y equipos de armar sacapuntas", inventario valorado en más de 34 millones de dólares. En la casa donde se hospedó María Corina, los efectivos se llevaron muebles como camas, electrodomésticos como una nevera y una licuadora, otros utensilios de cocina, y hasta ropa de Albacete.
El 20 de diciembre de 2024 fue excarcelado con mediación del gobierno de España y subido en un vuelo para Madrid, donde se encuentra su familia.

## Vida personal
Albacete es venezolano de nacimiento, pero hijo y nieto de españoles, y tiene nacionalidad española además de la venezolana.